# Editar Adhiambo Ochieng
Editar Adhiambo Ochieng é uma activista do Quénia que advoga e defende os direitos das mulheres, e ajuda sobreviventes de violência sexual.
Em 2020, ela tornou-se na primeira vencedora do Prémio Wangari Maathai no Quénia pela sua contribuição para conter a propagação da pandemia COVID-19 nos bairros de lata de Kibera.

## Infância e juventude
Ochieng nasceu e foi criada em Kibera, um dos maiores bairros de lata de Nairóbi. Ela foi violada aos seis anos e novamente violada por um gangue aos 16, acto após o qual os seus agressores se gabaram do crime. Ela aponta para essas experiências pessoais como exemplos da violência sexual normalizada contra as mulheres, bem como a força das mulheres para viver, motivação para o seu activismo.

## Carreira
Ochieng dirige o Centro Feminista pela Paz, Direitos Humanos e Justiça em Kibera, que ela fundou. Ela é uma feminista interseccional e o seu objectivo é uma sociedade que "possibilite o pleno desenvolvimento, segurança, acesso a direitos iguais, justiça justa e autorrealização de mulheres jovens". O seu centro tem como objectivo desenvolver liderança entre mulheres jovens, servindo como uma plataforma de rede e organização multigeracional. Ela incentiva as mulheres a contar as suas histórias, aumentando a consciencialização e o apoio, divulgando a semelhança dessas experiências. O centro que ela dirige serve como uma rede de apoio para mulheres vulneráveis, como aquelas que abandonam relacionamentos abusivos. De acordo com o governo do Quênia, 45% das mulheres e meninas de 15 a 49 anos sofreram violência. Muitos casos não são notificados e poucos recebem assistência médica ou justiça.
Editar também fornece produtos sanitários para mulheres vulneráveis, apoia a implementação da Resolução 1325 do Conselho de Segurança das Nações Unidas como uma forma de incluir as mulheres nos planos de paz e segurança e educa as mulheres sobre os seus direitos constitucionais. Ela é também uma organizador Toolkit com a Peace Brigades International Kenya, colaborando com outras mulheres de Nairobi defensoras dos direitos humanos (WHRD).
Durante a pandemia COVID-19, ela coordenou serviços de porta em porta, doações de alimentos e máscaras reutilizáveis para sobreviventes de violência sexual e mulheres vulneráveis na comunidade, além de fornecer informações aos moradores locais sobre a pandemia. Foi palestrante durante a discussão anual sobre os direitos humanos das mulheres realizada pelo Conselho de Direitos Humanos da ONU, sobre o tema COVID-19 e os direitos das mulheres. Ela competiu sem sucesso por uma cadeira parlamentar no circulo eleitoral de Kibra na lista do partido Ukweli durante a eleição parcial de 7 de novembro de 2019, obtendo 59 votos de um total de 41.984.